# Сафроновский (Уфа)
Сафроновский — коттеджный посёлок в Ленинском районе Уфы рядом с трассой в Затон. (Приложение N1 к решению Совета городского округа город Уфа Республики Башкортостан от 15 ноября 2007 г. N 29/14. Перечень территорий с минимальной градостроительной ценностью в границах городского округа город Уфа Республики Башкортостан).
В перспективе — микрорайон северо-западнее улицы Бирюзовой в Ленинском районе
Автобусы - 115, 115д.
Маршрутка - 375

## Улицы
Решение Совета городского округа город Уфа Республики Башкортостан от 29 октября 2009 года № 19/14 «О наименовании новых улиц в микрорайоне Сафроновский, 1-я очередь в Ленинском районе городского округа город Уфа Республики Башкортостан»
- улица Диниса Булякова,[5]
- улица Коралловая,[5]
- переулок Встречный[5]

## Карта
- http://gorsovet-ufa.ru/resheniya/arhiv/20113320.jpg